# Inspire Pictures
Onder het label Inspire Pictures worden in de Benelux filmproducties in de bioscoop gebracht. Voorbeelden van deze producties zijn scriptgedreven titels als Far from Heaven en House of Sand and Fog alsmede spectaculaire actiehorror als House of the Dead.